# Угарско-бугарски ратови
Угарско-бугарски ратови вођени су од 9. до 13. века између средњовековне Краљевине Угарске са једне и бугарских царстава (Првог и Другог) са друге стране.

## Угарско насељавање на Балкан
На позив свога савезника, великоморавског кнеза Растислава, Угари су 862. године први пут дошли на просторе Паноније. Следеће године, Лудвиг II Немачки, краљ Источне Франачке, узвратио је склапањем савеза са Бугарима. Борис I Бугарски послао је трупе да му помогну у борби против Растислава. Ова одмазда отпочела је сукоб који ће трајати 25 година, у коме су Мађари и Моравци у рату са Бугарима и Францима. Моравски владар Сватопулк такође је добијао помоћ од Угара (881) који су тада допрли до Беча. Две године касније, Сватопулк је претрпео јак ударац од стране Бугара. Сватопулк је 892. године још једном одбио да призна врховну власт франачког краља, а његови угарски савезници наставили су му помагати.
До промена долази 892. године када је бугарски кнез Владимир обавестио изасланике франачког краља Арнулфа да Франци више не могу рачунати на његову војну помоћ у области Карпата. Бугари су били спремни само на то да спречавају испоруку соли непријатељима Франака. Делегација Франачке још увек је била у Бугарској када се Симеон I прогласио бугарским владарем. У рату са Бугарима, византијски цар Лав VI потражио је мађарску помоћ. Он се састао на Доњем Дунаву са мађарским владајућим кнежевима Арпадом и Курсаном. Тамо је одлучено да се формира савез против Бугара. Као резултат тога, угарске снаге предвођене Арпадовим сином Лиунтиком пребачене су преко Дунава од стране Византинаца. Напале су Бугаре са леђа. Симеон је морао обуставити своју кампању против Византије и да се окрене против Угара. Поражен од стране Мађара, он је потражио уточиште у дворцу у Силистрији.
Исте, 894. године, Угари су напредовали према Карпатској котлини и Панонији како би Моравцима помогли у њиховој борби против франачких савезника Бугара. Када су сазнали за Сватопулкову смрт, повукли су се са подручја Горње Тисе. На пролеће 895. године Арпад је на неколико бојишта поразио Симеонову војску. Бугари склапају мир са Византијом и све своје снаге окрећу ка Мађарима. Мађари се повлаче, а Симеон пристаје на преговоре. Византијски изасланик Лав Кризосфакт који је стигао у бугарску престоницу у Преславу стављен је у притвор, а Симеон је продужио мировне преговоре, купујући тако време. У међувремену, склопио је савез са Печенезима и истовремено напао угарске логоре у Етелкезу. У крвавој бици на Јужном Бугу, Бугари, на челу са Симеоном и његовим оцем Борисом, одлучно су поразили Мађаре. Они се масовно повлаче и насељавају просторе који ће остати њихово трајно боравиште. Симеон је прекинуо преговоре и са Византијом и 896. године поразио њихову војску на Бугарофигону. Мађари су приликом свог насељавања наишли на слаб отпор Бугара.

## Ратови у 10. веку
Након смрти Куршана, угарски краљеви бирани су из династије Арпада. Пораз кога су Мађари задобили од Печенега и Бугара натерао их је да буду опрезнији. Константин Порфирогенит у више наврата пише о страху Мађара од Печенега које су Бугари користили како би држали Мађаре под контролом. Предлог да се Печенези нападну одбијен је, јер је носио превише ризика. У сваком случају, Мађари нису имали интереса за поновним заузимањем Етелкеза (јужноруске степе), кога су сада држали Печенези. Са њима су покушали да одржавају добре односе, а своје нападе концентрисали су ка западу. Печенези су такође били заинтересованији да пљачкају богатије пределе насељене Бугарима и Грцима, него сиромашни Карпатски басен.
Симеон је 913. године покренуо још један у низу војних похода којим је од Византије освојио већи део Балканског полуострва. Шест година касније је узео царску титулу. Мађарима је препустио руднике соли и златна налазишта јужне Трансилваније без борбе, како би се могао борити против Византије. Мађари су се удружили са Печенезима како би освојили остатак Трансилваније, као и области између Тисе, Дунава и Мориша. Тако је створен печенешко-мађарски савез (око 932. године). До првог рата дошло је 934. године и он је завршен мировним споразумом између Симеоновог наследника Петра и Мађара. Још једна кампања из 943. године завршена је на сличан начин. Средином 10. века Мађари су повели политику измирења са Византијом. Двојица бугарских племенских поглавара покрстила су се у Цаиграду.

## Рат из 1003. године
Након пада бугарске престонице Преслава 971. године, бугарска и византијска држава у сталном су рату. Сукоб је кулминирао 1003. године, када се у њега укључују и Мађари. У то време је владар северозападних делова бугарске државе био Ахтум, унук кнеза Глада, који је поражен од Мађара 930-тих година. Ахтум је командовао јаком војском којом је упорно бранио северозападне границе државе. Такође, он је изградио бројне цркве и манастире преко којих се хришћанство ширило и у Трансилванији.
Иако је брак бугарског престолонаследника Гаврила Радомира са ћерком мађарског владара успоставио пријатељске односе између две најјаче државе у дунавском подручју, односи су се погоршали након Гезине смрти. Бугари су подржали Ђулу и Копања насупрот Гезином сину Стефану I. Као резултат ових сукоба, брак између Гаврила Радомира и угарске принцезе је распуштен, и она је трудна истерана из Бугарске (касније ће се њен син представљати као наследник Гаврила Радомира). Угари су напали Ахтума који је директно подржавао претенденте на угарску круну. Ханадин, Ахтумова десна рука, прелази на Стефанову страну. Када је завера откривена, он се склања код Угара. Снажна византијска војска је истовремено опколила Ахтумово седиште. Убрзо је Атхум умро, а бугарски утицај северозападно од Дунава је сузбијен.

## Рат 1195. године
Угарски краљ Бела III, који је као византијски савезник владао областима око Ниша и територијом данашње западне Бугарске, након неуспеха у византијско-бугарским преговорима 1195. године напао Бугарску са циљем заузећа њених западних територија. О овом рату познато је мало података. Бугарска војска је у почетним борбама поразила Угаре и ослободила од угарске власти Ниш и читаво Поморавље, укључујући и тврђаве Врање, Лесковац и др. Бугари су допрли све до Београда, Браничева и Срема. Рат се тако завршио.

## Рат 1202-1203. године
Угарски краљ Емерих је 1202. године напао Бугарску и заузео Београд, Браничево и Ниш. Емерих је пружао заштиту српском жупану Вукану у борби против Стефана Првовенчаног, уносећи у угарску краљевску титулатуру и титулу краља Србије. Цар Калојан је 1203. године одбио нови угарски напад и протерао Мађаре. Вратио је Стефану Првовечаном власт над Србијом и сузбио угарски утицај на њу. Такође, поново је освојио територије које су изгубљене непуну деценију раније.

## Рат 1232. године
Угари су између 1227. и 1232. године покушавали да одвуку Кумане из савеза са Бугарима и Византинцима. Користећи се савезом Грка и Јована Асена II, Угари покрећу нов рат против Бугарске. Заузимају Влашку и Олтенију. Бела IV у своју титулатуру уноси и Бугарску.